# Андрій Боровський
Андрій Боровський (біл. Андрэй Бароўскі; нар. 11 грудня 1873, Мітава, Курляндська губернія, Російська імперія — 15 січня 1945, Берлін, Третій Райх) — керівник дипломатичної місії Білоруської Народної Республіки в Берліні.

## Біографія
Андрій Боровський народився 11 грудня 1873 року в місті Мітава (тепер — Єлгава) Курляндської губернії. Вивчався в Тартуському і Санкт-Петербурзькому університетах, студентом долучався до білоруського національного руху.
З 14 березня 1921 по 15 жовтня 1925 рік — керівник місії БНР у Берліні. У 1926–1938 роках тримав бюро перекладів в Берліні.
Восени 1938 року Андрій Боровський разом з Анатолієм Шкуцьким заснували Білоруське представництво в Берліні. З 1943 року один з керівників Білоруського комітету самопомочі, співробітник білоруського відділу «Вінеты». У 1944 році активно співпрацював з Білоруською центральною радою в Берліні.